# 木村直子
木村 直子（きむら なおこ）は、日本の農学者。専門は生殖生物学、動物生殖工学。山形大学農学部教授、岩手大学大学院連合農学研究科教授。日本学術会議会員。

## 人物・経歴
1992年東北大学農学部畜産学科卒業、伊藤ハム中央研究所研究員。2002年東北大学大学院農学研究科資源生物科学専攻博士課程修了、農学博士。同年生物系特定産業技術研究推進機構研究員、東北大学大学院農学研究科技術補佐員。
2003年山形大学農学部生物資源学科助教授。2005年岩手大学大学院連合農学研究科助教授併任。2007年山形大学農学部准教授、岩手大学大学院連合農学研究科准教授併任。2011年山形大学農学部教授、岩手大学大学院連合農学研究科教授併任。
2014年日本学術会議連携会員。2015年山形県農林水産技術会議委員。2020年中央畜産会家畜生産性向上対策検討委員会委員。2021年農林水産省独立行政法人評価有識者会議委員。2023年日本学術会議会員。

## 受賞歴
- 2001年 - 日本繁殖生物学会大会優秀ポスター賞[1][2]
- 2002年 - 日本哺乳動物卵子学会学術奨励賞[1][2]
- 2004年 - インテリジェント・コスモス奨励賞[1][2]
- 2010年 - 世界体外受精会議記念賞[1][2]
- 2011年 - 世界体外受精会議記念賞[1][2]
- 2014年 - 日本学術振興会科学研究費助成事業審査委員表彰[1][2]